# 鎌ケ谷市
鎌ケ谷市（かまがやし）は、千葉県の北西部に位置する市。人口は約11万人。1971年（昭和46年）市制施行。

## 地名の表記について
鎌ケ谷の地名表記については、小文字の「鎌ヶ谷」と大文字の「鎌ケ谷」の二通りの表記が混在している。
旧来広く一般的に用いられてきたのは小文字の「鎌ヶ谷」のほうで、公的施設においても1977年3月に設置された市役所現庁舎の市名表示板に「鎌ヶ谷」と明記されているのをはじめとして、市立小中学校の校名表示板にも「鎌ヶ谷」が用いられている（各校記事の校門画像を参照のこと）。また鉄道駅についても1923年開業の鎌ヶ谷駅から1991年開業の新鎌ヶ谷駅に至るまで全て「鎌ヶ谷」表記であり、国土地理院発行の地図でも後述する方針制定以前は「鎌ヶ谷」表記が用いられていた。
しかし1999年6月30日に、千葉県が1971年の市制施行の際に発給した文書（千葉県指令第1741号）に「鎌ケ谷」と記されていたことを理由として、市は以後市が作成する公文書等については大文字の「鎌ケ谷」表記に統一するとの方針を定めた。これにより鎌ケ谷郵便局は方針制定後の2007年に民営化された際に、従前の「鎌ヶ谷郵便局」から「鎌ケ谷郵便局」へと表記を改めている。
ただし、既存の「鎌ヶ谷」表記を全廃させて「鎌ケ谷」表記へと統一することは、上記の歴史的経緯から見ても困難であることから、市役所は「鎌ヶ谷」と「鎌ケ谷」のどちらを使用しても差し支えないと回答している。

## 地理

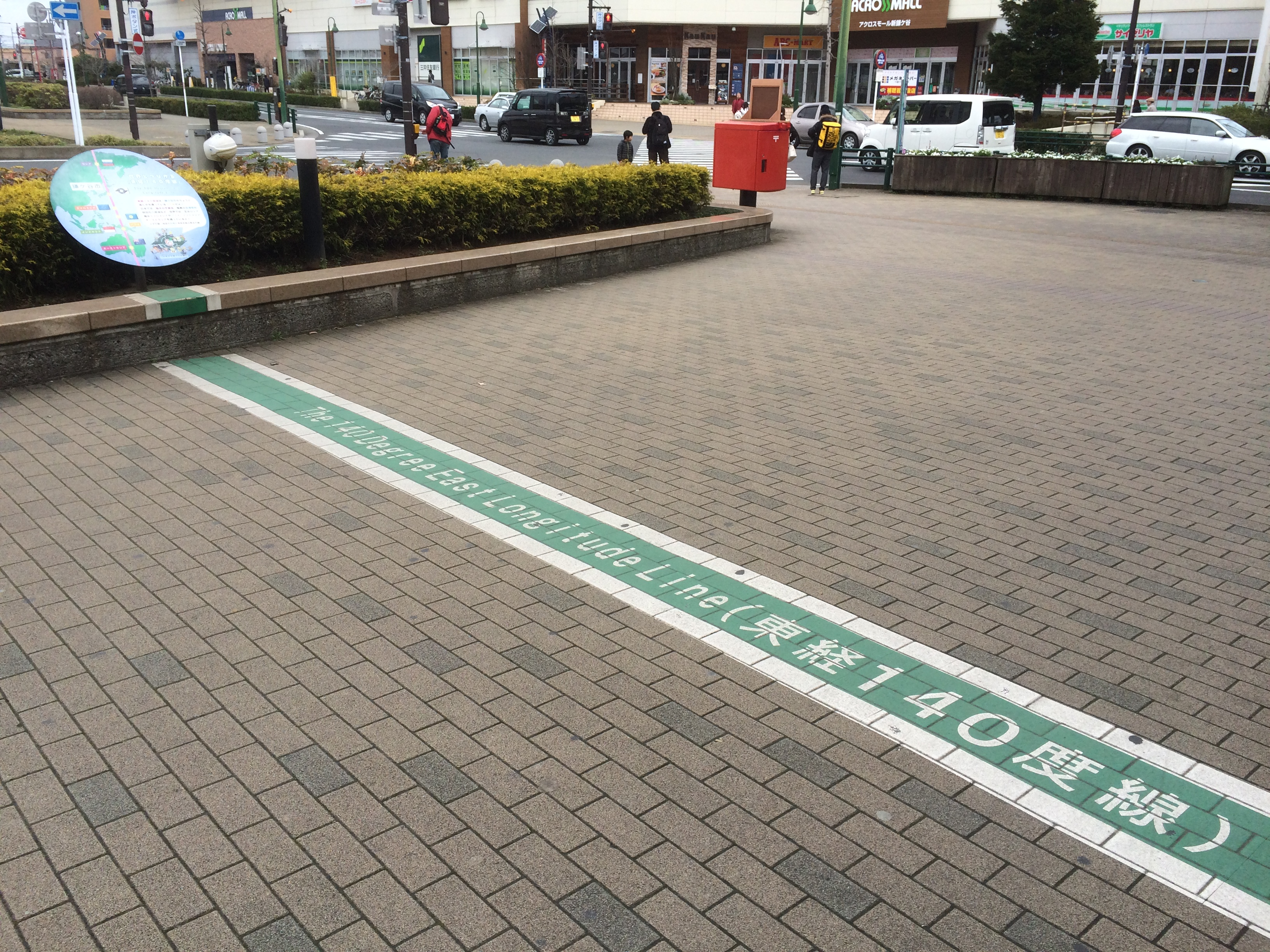
新鎌ヶ谷駅前にある東経140度線標識

千葉県北西部に位置し、県庁所在地である千葉市から約20キロメートルに位置する。都市雇用圏における東京都市圏（東京都区部）のベッドタウンとしての性質が強い。通勤率は、東京都特別区部へ27.4%、船橋市へ11.9%（いずれも平成22年国勢調査）。
市域は下総台地と谷津田からなる。市の標高は約13から28メートルとなっており、「ゆれにくい街 鎌ケ谷」として宣伝し、新しい市街地として新鎌ケ谷地区（市役所周辺）の開発が行われている。海抜が最も低い地点は約7メートル、最も高い地点は約30メートル。
北部には手賀沼に注ぐ大津川が流れ、南部には大柏川及び根郷川、東京湾に注ぐ海老川の支流が流れる。また、海上自衛隊下総航空基地があり、西部（くぬぎ山地区）には陸上自衛隊松戸駐屯地がある。
東葛地域にあって県北西部主要四都市の船橋市・市川市・松戸市・柏市と接し、交通の要衝である新鎌ヶ谷駅を中心に、住宅都市として発展している。
市の中央を東経140度線が縦断している。

### 隣接している自治体
- 船橋市
- 市川市
- 松戸市
- 柏市
- 白井市

## 歴史

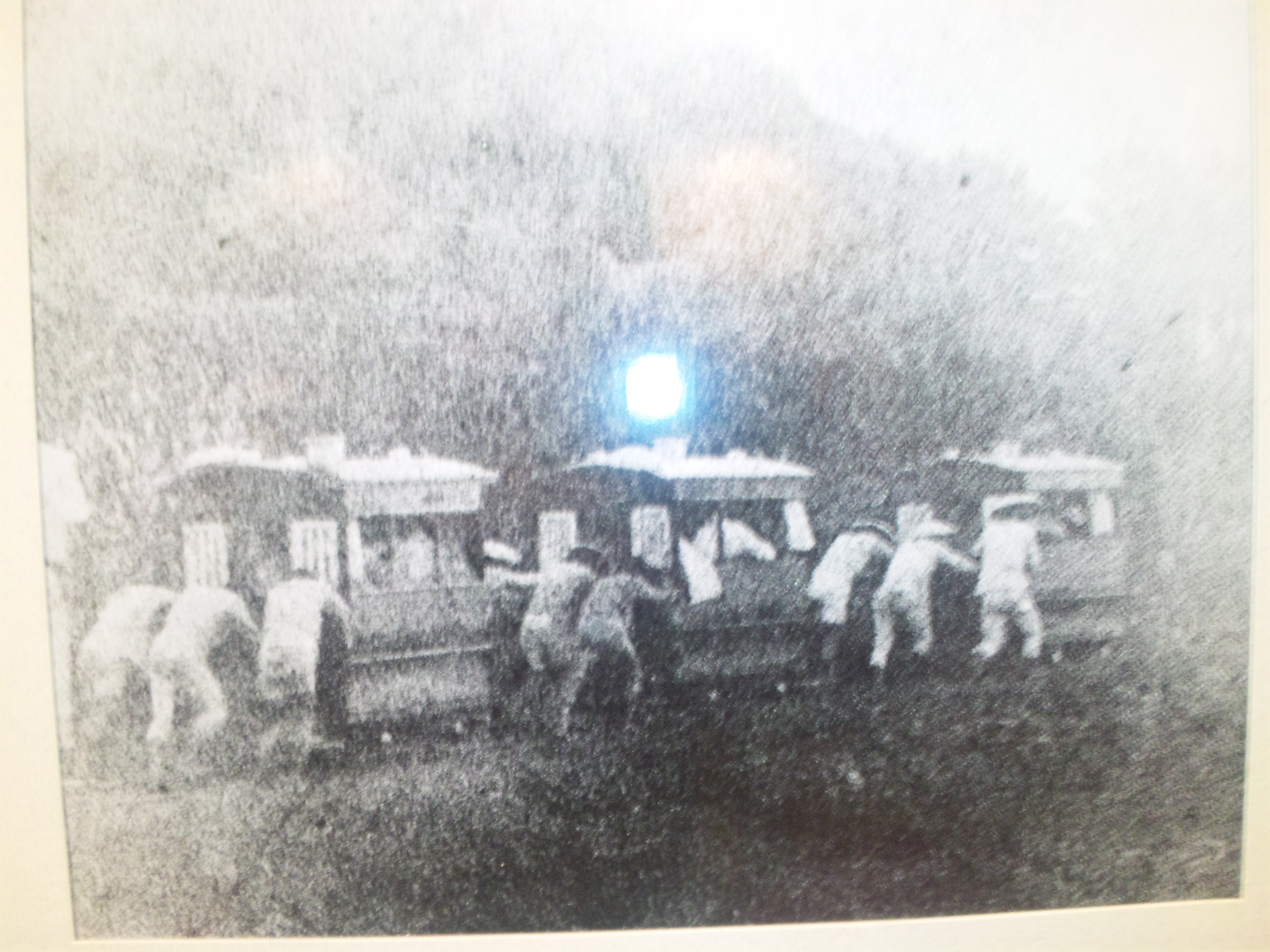
東葛人車鉄道

- 縄文時代の貝塚が発見されていて、現在の貝柄山公園の名称の由来ともなっている。
- 鎌倉時代には相馬氏が佐津間を所領としていた。
- 江戸時代には本多氏が現在の鎌ケ谷市の一部を所領としていた。
- 江戸時代には小金牧の一部とされ、野生馬の供給地ともなっていた。現在の馬込沢はその前の時代の名残とも言われている。
- 1616年（元和2年）：原田勘兵衛が幕府より中沢の地を与えられる。
- 1687年（貞享4年）：松尾芭蕉が「鹿島紀行」の途上、鎌ケ谷（小金牧）を通る。
- 1776年（安永5年）：大国屋文右衛門（福田文右衛門）が鎌ヶ谷大仏を建立。
- 1825年（文政8年）：渡辺崋山が宿を取る。「四州真景図」の2巻に行徳などと並んで「釜原」の絵がある。
- 1869年（明治2年）5月19日：下総の牧を開墾するために政府の求めで開墾会社が設立される。総頭取三井八郎右衛門、以下社員37名。事業完結後には広大な開墾地を保有して大地主になれるという約定。湯浅七兵衛（現在のユアサ商事創業家の一族）、大村五左衛門、加太八兵衛が初富担当[5]。
- 1869年（明治2年）10月：入植者募集が行われる。最終的には1760世帯、6500人が応募。（全員が鎌ケ谷に来たのではなく、下総の各開墾地に送り込まれた）[5]。
- 1869年（明治2年）10月2日：下総国開墾局知事 北島秀朝が粟野村で「初富」の地名を公式に宣言する。「初富」という地名は「一番始めに開墾が行われ、富み栄えてほしい」という祈念により命名された[5]。
- 1869年（明治2年）10月27日：午前5時頃、入植者第1陣49世帯169人が初富に到着。以下、年内に第5陣まで順次入植し総勢311世帯、1136人。その名簿「初富農舎人員帳」は財団法人三井文庫に保存されている[5]。
- 1869年（明治2年）：初富を皮切りに大規模な開拓事業が行われる。初富に続いて開拓された地名は2番目の二和、3番目の三咲（以上船橋市）、以下、豊四季（柏市）、五香、六実（以上松戸市）、七栄、八街、九美上、十倉、十余一、十余二、十余三に、初富を入れて全13箇所。
- 1872年（明治5年）5月：開墾事業の失敗で開墾局、開墾会社が廃止される[5]。
- 1872年（明治6年）5月：湯浅七兵衛が、豊作稲荷神社を勧請[5]。
- 1872年（明治5年）：鎌ケ谷に郵便局創立。三等局。集配区域は鎌ヶ谷・法典・豊富村[6]。
- 1874年（明治7年）：鎌ケ谷小学校が開校。
- 1882年（明治15年）：陸軍が調査・測量した「陸軍偵察録」を著す。抜粋（現代語に訳）「初富・二和・三咲の3村は明治2年に無籍・貧民対策で開墾事業を行い、多く東京の貧民を移住させたが、追々東京に留まるようになり、戸数・人口は次第に減っていきほとんど3分の1になった。そのため一度は畑にした原野もだんだん草野に戻っているところが多い。」
- 1889年（明治22年）：鎌ケ谷・初富・粟野・中沢・道野辺・佐津間の6村と印旛郡根村（現在の白井市の一部）から分村した軽井沢新田が合併して「鎌ヶ谷村」成立[7]。
- 1909年（明治42年）9月28日：東葛人車鉄道（中山 - 鎌ヶ谷間）開通。
- 1917年（大正6年）：東葛人車鉄道撤廃。このころの交通状況「県道二線南北を過ぐるも、険悪にして交通不便なり」[6]。
- 1919年（大正8年）：このころ鎌ヶ谷駅付近「春の蕨、松露、秋の茸狩に適し、都人士の来遊多し」[6]。
- 1920年（大正9年）：第1回国勢調査で鎌ヶ谷村は戸数686、人口4160（男1996、女2164）[8]
- 1922年（大正11年）5月22日：村内の鎌ヶ谷尋常小学校、中野尋常小学校、明尋常小学校の3校を統合し、鎌ヶ谷尋常高等小学校を新設。旧鎌ヶ谷尋常小学校を尋常小学校第一分校、旧中野尋常小学校を尋常小学校第二分校、旧明尋常小学校を尋常小学校第三分校とする（高等科は道野辺の本校にのみ設置）。
- 1923年（大正12年）12月27日：北総鉄道船橋線（現在の東武野田線）開通。
- 1949年（昭和24年）1月8日：新京成電鉄新京成線（現・京成松戸線、滝不動駅 - 鎌ヶ谷大仏駅間）開通。
- 1958年（昭和33年）8月1日：町制施行。
- 1971年（昭和46年）9月1日：市制施行。
- 1976年（昭和51年）11月：市庁舎が現在地に新築移転。
- 1979年（昭和54年）3月9日：北総鉄道北総線（北初富駅 - 小室駅間）暫定開業。
- 1991年（平成3年）3月31日：新鎌ヶ谷駅開業。都心へのアクセスが向上する。
- 1999年（平成11年）
  - 6月30日：市の方針により、公文書上での地名表記を「鎌ケ谷」と定める[1]。
  - 12月27日：市内の公共施設建設をめぐり、鎌ケ谷市汚職事件が発生。
- 2001年（平成13年）4月1日：コミュニティバス「ききょう号」運行開始。
- 2004年（平成16年）4月3日：新鎌ケ谷地区の街びらきが行われる。
- 2012年（平成24年）7月1日：鎌ケ谷市スポーツ施設のネーミングライツスポンサーがくすりの福太郎となる[9]
- 2021年（令和3年）11月13日：市制50周年の記念式典が行われ、前沢友作や北海道日本ハムファイターズ選手らのビデオメッセージが上映された[10]。

### 市名の由来
江戸時代は「釜原」と呼ばれ、釜原が鎌ヶ谷に転じたという説や、以前は鎌ヶ谷市周辺に蒲（かば）や茅（かや）が自生し、蒲茅が鎌ヶ谷へ転じたという説、鎌形の谷がある地からなど、諸説ある。

#### 市章
市章は、片仮名の「カマガヤ」を図案化したものである。

### 初富開墾

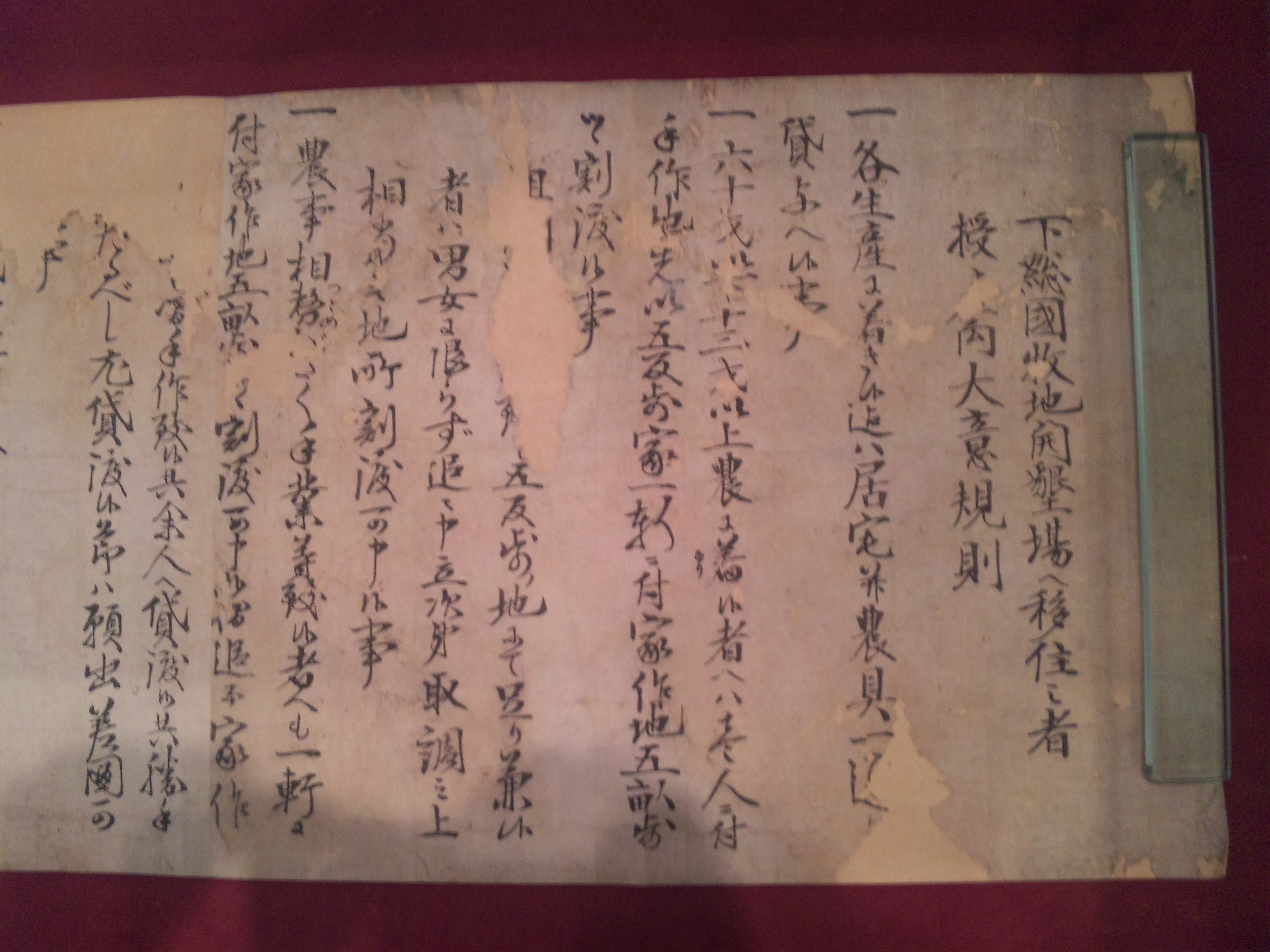
下総国牧地開墾場へ移住之者授産向大意規則の冒頭部分

明治維新直後、政府は東京府の貧窮民・旧武士たちの救済を目的に、東京に隣接する小金牧の開墾を計画し、北島秀朝によって初めに現在の「初富」の開拓が行われることになった。費用を捻出するために開墾会社を設置し、1869年（明治2年）10月に入植者を募集し、同月中から入植を開始した。
入植条件は「下総国牧地開墾場へ移住之者授産向大意規則」に残っている。個別の入植者の事例はほとんど残っていないため、具体的にどのような来歴の人物が入植したかはあまりわかっていないが、「総州牧開墾演説書」（1872年、明治5年）に当時の入植者の前田友七の足跡がよく記録されている。記録を突き合わせると、友七は美濃国各務郡（現在の岐阜県各務原市）出身で、1861年（文久元年）に長女と長男を故郷に預け置いて江戸へ入り、東京本所三笠1丁目（現在の墨田区）に居住していた。その後入植者に応募し、1869年（明治2年）11月17日、妻と次男甚太郎とともに初富に入植。入植後に長女・長男を呼び寄せ家族で暮らせるようになったという。
当初の開墾事業は、入植者の多くが農業未経験者だったことや、周辺の村との軋轢、大風雨、干魃などの厳しい自然環境を理由に失敗し、明治5年には開墾局も開墾会社も廃止された。この失敗によって1891年（明治24年）頃まで初富の人口は漸減したが、残った者の地道な努力と、従来の東京窮民ではない新しい開拓者として周辺の村々の農家の子弟が加わったことから、遅々とはしながらも確実な営みとなった。しかし、切り開いた土地の多くが旧開墾会社の社員の所有物となってしまい、入植者たちは小作人とされてしまったことから、入植者と旧社員との係争・訴訟が各地で起こった。たとえば、1876年（明治9年）4月3日には村民が内務卿大久保利通に直訴を行っている。これらの事件を千葉県令船越衛は「県下一の難事件」と呼び、国会議員田中正造が1894年（明治27年）5月にこの件で政府へ質問書を提出するという事態になった。
入植者が起こした裁判はことごとく敗訴したが、千葉県は旧社員から開墾地を買い上げ、安価で入植者へ払い下げるという救済措置を採った。

### 市域の変遷
| 1868年 以前                | 1868年 以前       | 1868年 以前         | 1872年 (明治5)      | 1875年 (明治8) | 1889年 (明治22) 4月1日 | 1958年 (昭和33) 8月1日 | 1971年 (昭和46) 9月1日 | 現在        |
| -------------------------- | ----------------- | ------------------- | ------------------- | -------------- | ---------------------- | ---------------------- | ---------------------- | ----------- |
| 葛 飾 郡 後 に 東 葛 飾 郡 |                   | 鎌ケ谷村            | 鎌ケ谷村            | 鎌ケ谷村       | 鎌ケ谷村               | 町制                   | 市制                   | 鎌 ケ 谷 市 |
| 葛 飾 郡 後 に 東 葛 飾 郡 |                   | 小金牧 の一部       | 初富村              | 初富村         | 鎌ケ谷村               | 町制                   | 市制                   | 鎌 ケ 谷 市 |
| 葛 飾 郡 後 に 東 葛 飾 郡 | 粟野村            |                     |                     |                | 鎌ケ谷村               | 町制                   | 市制                   | 鎌 ケ 谷 市 |
| 葛 飾 郡 後 に 東 葛 飾 郡 | 中沢村            |                     |                     |                | 鎌ケ谷村               | 町制                   | 市制                   | 鎌 ケ 谷 市 |
| 葛 飾 郡 後 に 東 葛 飾 郡 | 道野辺村          |                     |                     |                | 鎌ケ谷村               | 町制                   | 市制                   | 鎌 ケ 谷 市 |
| 葛 飾 郡 後 に 東 葛 飾 郡 | 佐津間村          |                     |                     |                | 鎌ケ谷村               | 町制                   | 市制                   | 鎌 ケ 谷 市 |
| 葛 飾 郡 後 に 東 葛 飾 郡 | 串崎新田飛地      |                     |                     |                | 鎌ケ谷村               | 町制                   | 市制                   | 鎌 ケ 谷 市 |
| 印 旛 郡                   |                   | 印旛郡 軽井沢新田   | 印旛郡 軽井沢新田   | 印旛郡 根村    | 鎌ケ谷村               | 町制                   | 市制                   | 鎌 ケ 谷 市 |
| 印 旛 郡                   |                   | 印旛郡 白井木戸新田 | 印旛郡 白井木戸新田 | 印旛郡 根村    | 印旛郡 白井村          | 印旛郡 白井村          | 印旛郡 白井町          | 白 井 市    |
| 印 旛 郡                   | 印旛郡 中木戸新田 |                     |                     | 印旛郡 根村    | 印旛郡 白井村          | 印旛郡 白井村          | 印旛郡 白井町          | 白 井 市    |
| 印 旛 郡                   | 印旛郡 七次村     |                     |                     | 印旛郡 根村    | 印旛郡 白井村          | 印旛郡 白井村          | 印旛郡 白井町          | 白 井 市    |

### 昭和・平成の大合併
昭和の大合併では、村内から松戸市や船橋市との合併論が、平成の大合併では白井市の一部住民からの合併論が持ち上がったものの、合併には至らず、現在の市町村制度の基礎が成立した1889年以来、100年以上にわたって一度も市町村合併を行っていない。同様のケースは千葉県内では浦安市、富里市、酒々井町がある。

## 人口
平成27年国勢調査より前回調査からの人口増減をみると、0.99％増の108,917人であり、増減率は千葉県下54市町村中14位、60行政区域中17位。
| |                                          |  |
| 鎌ケ谷市と全国の年齢別人口分布（2005年） | 鎌ケ谷市の年齢・男女別人口分布（2005年） |  |
| ■紫色 ― 鎌ケ谷市 ■緑色 ― 日本全国 | ■青色 ― 男性 ■赤色 ― 女性                |  |
| 鎌ケ谷市（に相当する地域）の人口の推移 \| 1970年（昭和45年） \| 40,988人 \| \| \| 1975年（昭和50年） \| 63,288人 \| \| \| 1980年（昭和55年） \| 76,157人 \| \| \| 1985年（昭和60年） \| 85,705人 \| \| \| 1990年（平成2年） \| 95,052人 \| \| \| 1995年（平成7年） \| 99,694人 \| \| \| 2000年（平成12年） \| 102,573人 \| \| \| 2005年（平成17年） \| 102,812人 \| \| \| 2010年（平成22年） \| 107,853人 \| \| \| 2015年（平成27年） \| 108,917人 \| \| \| 2020年（令和2年） \| 109,932人 \| \| |                                          |  |
| 総務省統計局 国勢調査より |                                          |  |
| 1970年（昭和45年） | 40,988人                                 |  |
| 1975年（昭和50年） | 63,288人                                 |  |
| 1980年（昭和55年） | 76,157人                                 |  |
| 1985年（昭和60年） | 85,705人                                 |  |
| 1990年（平成2年） | 95,052人                                 |  |
| 1995年（平成7年） | 99,694人                                 |  |
| 2000年（平成12年） | 102,573人                                |  |
| 2005年（平成17年） | 102,812人                                |  |
| 2010年（平成22年） | 107,853人                                |  |
| 2015年（平成27年） | 108,917人                                |  |
| 2020年（令和2年） | 109,932人                                |  |

生活協同組合へ加入している世帯が多い。ちばコープ加入世帯のみで、市内全世帯の約40%が加入している。

## 行政

### 市長
- 芝田裕美（2021年7月18日就任、2期目）

歴代市長一覧
1. 飯田毅：1971年9月1日 - 1983年4月30日
1967年5月に鎌ヶ谷町長に就任。市制施行とともに初代市長に就任した。
2. 皆川圭一郎（みながわ けいいちろう）：1983年5月1日 - 2002年6月7日
当初市長選挙に出馬予定だった父親が自殺したため、代わりに出馬し当選。当選当時の年齢は全国最年少（30歳）で、5期19年にわたり市長を務めた。2002年5月30日に鎌ケ谷市汚職事件で、建設会社から裏金の一部を賄賂として受け取ったとして千葉地検特別刑事部に逮捕された。辞職後、判決を受けて刑務所に服役していたが、持病の肺癌のため一時出所して治療中、2006年6月15日に死去。53歳没。
3. 清水聖士（しみず きよし）：2002年7月28日 - 2021年6月10日
元職は伊藤忠商事社員、外務省官僚。2002年7月に皆川の逮捕による市長選挙で、市民団体、民主党、自由党、社民党の推薦を受けて初当選。2018年に5選。2021年、衆議院議員総選挙への出馬準備のため5期目途中で辞職。
4. 芝田裕美（しばた ひろみ）：2021年7月18日 - 現職

### 広域行政
- 松戸市、野田市、柏市、流山市、我孫子市、鎌ケ谷市の6市により構成されている東葛飾広域連絡協議会で、2006年（平成18年）5月に政令指定都市問題研究会が発足し、2006年度（平成18年度）・2007年度（平成19年度）の2ヵ年をかけて、今後の政令指定都市の議論に役立てるため、構成市である6市の基礎データの収集や分析、広域的課題の整理などを行うとともに、政令指定都市制度の研究や東葛地域におけるシミュレーションなどの調査・研究を行った。
- 2007年4月27日、市川市、船橋市、松戸市、鎌ケ谷市が、この圏域の将来的な選択肢の一つとして、合併や政令指定都市への移行に関する共同研究する東葛飾・葛南地域4市政令指定都市研究会（2008年9月1日現在の4市推計人口1,649,569人）を設立した。
- 健康都市連合加盟都市[11]。

### 警察・消防
- 鎌ケ谷警察署
- 鎌ケ谷市消防本部
  - 中央消防署
  - くぬぎ山消防署
  - 鎌ケ谷消防署

### 郵便局
- 05083 鎌ケ谷郵便局：集配局
- 05382 鎌ヶ谷新田郵便局：1965年10月1日設置
- 05457 鎌ヶ谷駅前郵便局：1972年11月1日設置
- 05492 鎌ヶ谷道野辺郵便局：1978年2月16日設置
- 05523 鎌ヶ谷中沢郵便局：1978年2月16日設置
- 05528 鎌ヶ谷初富郵便局：1982年9月16日設置
- 05576 鎌ヶ谷中央一郵便局：1983年12月1日設置
- 05594 鎌ヶ谷南初富郵便局：1992年11月16日設置

郵便番号は以下が該当する。1集配局が集配を担当する。
- 鎌ケ谷郵便局：「273-01xx」

## 議会

### 千葉県議会
2023年千葉県議会議員選挙
- 選挙区：鎌ケ谷市選挙区
- 定数：2人
- 投票日：2023年4月9日
- 当日有権者数：91,308人
- 投票率：33.48％

| 候補者名 | 当落 | 年齢 | 党派名     | 新旧別 | 得票数   | 備考                |
| -------- | ---- | ---- | ---------- | ------ | -------- | ------------------- |
| 岩波初美 | 当   | 64   | 無所属     | 現     | 11,345票 | 2025年5月27日に辞職 |
| 松澤武人 | 当   | 47   | 無所属     | 新     | 10,359票 |                     |
| 石井一美 | 落   | 78   | 自由民主党 | 現     | 8,402票  |                     |

### 衆議院
- 選挙区：千葉13区（船橋市の一部、柏市（旧沼南町域）、鎌ケ谷市、印西市、白井市、富里市、印旛郡）
- 任期：2021年10月31日 - 2025年10月30日
- 投票日：2021年10月31日
- 当日有権者数：416,857人
- 投票率：54.49％

| 当落 | 候補者名 | 年齢 | 所属党派     | 新旧別 | 得票数    | 重複 |
| ---- | -------- | ---- | ------------ | ------ | --------- | ---- |
| 当   | 松本尚   | 59   | 自由民主党   | 新     | 100,227票 | ○    |
|      | 宮川伸   | 51   | 立憲民主党   | 前     | 79,687票  | ○    |
|      | 清水聖士 | 60   | 日本維新の会 | 新     | 42,473票  | ○    |

## 国の機関
- 陸上自衛隊松戸駐屯地（松戸市とまたがって立地）
- 海上自衛隊下総航空基地（柏市とまたがって立地）
- 災害派遣は松戸駐屯地・陸上自衛隊需品学校が担当。

## 経済

### 産業
- 県内でも有数のナシの産地で、市内には観光梨園が多い（近年は漸減）。
- 1986年（昭和61年）10月、日本初の梨ブランデー試作品を開発し、鎌ケ谷市農業協同組合の手により1987年（昭和62年）10月から梨ブランデー「梨の里」、梨ワイン「梨のささやき」の発売を開始した。現在は「鎌ケ谷梨ワイン・ブランデー株式会社」から発売、生産は柏市のニッカウヰスキー柏工場に委託。
- 梨の他にもブドウやサツマイモなどの観光農園が多く（近年は漸減）、また麺類や酢、ソースも特産品となっている。

主な大規模商業施設
- アクロスモール新鎌ヶ谷
- イオン鎌ケ谷ショッピングセンター

#### 本社・本店を置く企業
- 鎌ヶ谷観光バス
- くすりの福太郎
- すばる
- ニッポー
- 船橋新京成バス
- 北総鉄道

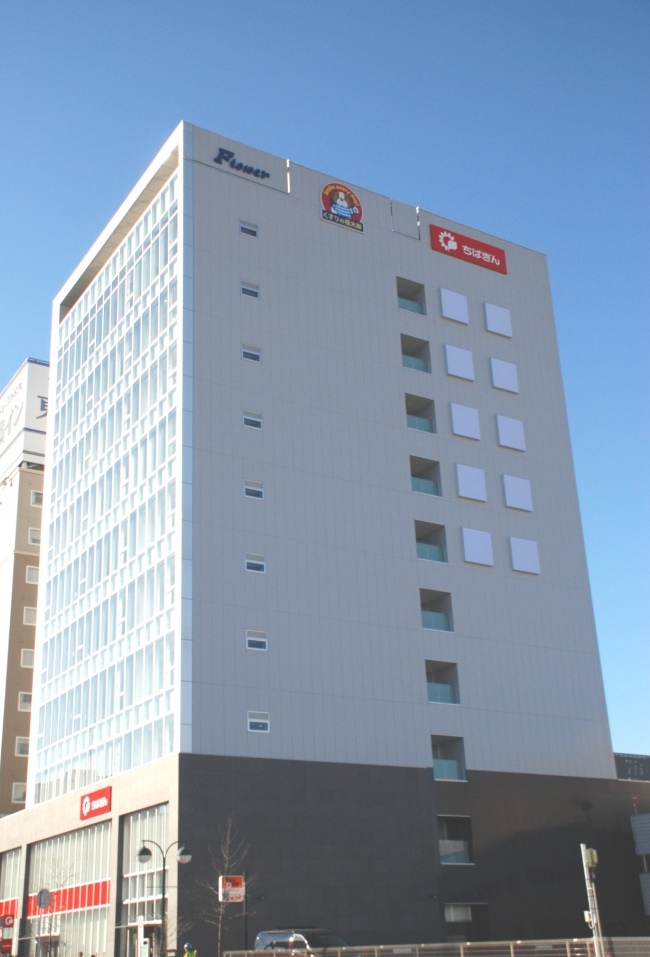
くすりの福太郎本社
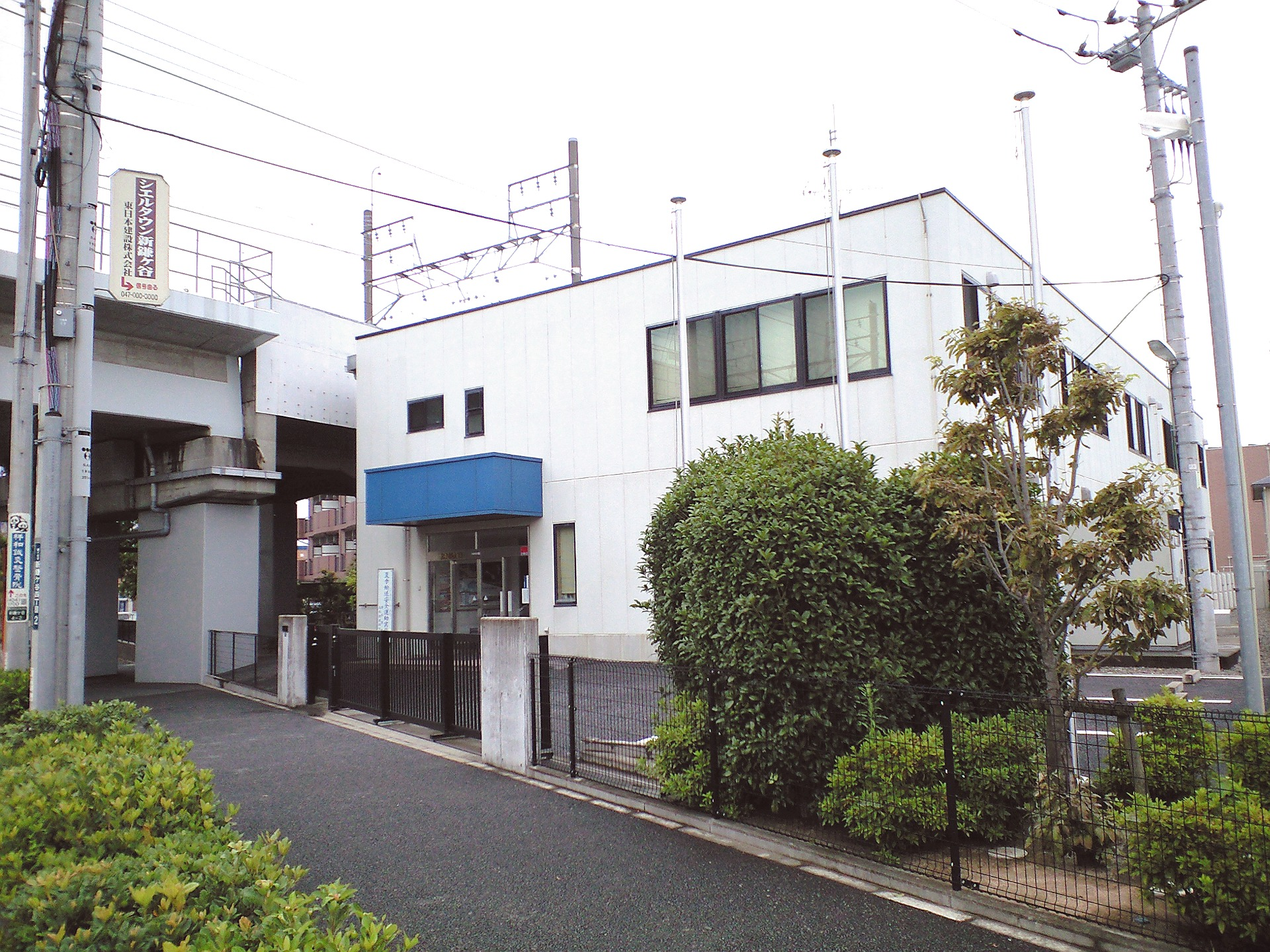
北総鉄道本社

## 姉妹都市・提携都市
- ワカタネ地区（ニュージーランド）
1997年11月16日 鎌ケ谷市において正式提携調印された。

## 地域

### 町名
鎌ケ谷市では、一部の区域で住居表示に関する法律に基づく住居表示が実施されている。
| 町名             | 町名読み           | 住居表示実施年月日 | 住居表示実施直前町名                   | 備考 |  |
| ---------------- | ------------------ | ------------------ | -------------------------------------- | ---- |  |
| 粟野             | あわの             | 未実施             |                                        |      |  |
| 右京塚           | うきょうづか       | 1982.2.1           | 鎌ケ谷、初富の各一部                   |      |  |
| 鎌ケ谷一丁目     | かまがや           | 1984.2.6           | 鎌ケ谷、道野辺の各一部                 |      |  |
| 鎌ケ谷二丁目     | かまがや           | 1984.2.6           | 鎌ケ谷、道野辺の各一部                 |      |  |
| 鎌ケ谷三丁目     | かまがや           | 1984.2.6           | 鎌ケ谷、道野辺の各一部                 |      |  |
| 鎌ケ谷四丁目     | かまがや           | 1984.2.6           | 鎌ケ谷、道野辺の各一部                 |      |  |
| 鎌ケ谷五丁目     | かまがや           | 1984.2.6           | 鎌ケ谷、道野辺の各一部                 |      |  |
| 鎌ケ谷六丁目     | かまがや           | 1984.2.6           | 鎌ケ谷、道野辺の各一部                 |      |  |
| 鎌ケ谷七丁目     | かまがや           | 1984.2.6           | 鎌ケ谷、道野辺の各一部                 |      |  |
| 鎌ケ谷八丁目     | かまがや           | 1984.2.6           | 鎌ケ谷、道野辺の各一部                 |      |  |
| 鎌ケ谷九丁目     | かまがや           | 1984.2.6           | 鎌ケ谷、道野辺の各一部                 |      |  |
| 軽井沢           | かるいざわ         | 未実施             |                                        |      |  |
| 北中沢一丁目     | きたなかざわ       | 1989.11.6          | 中沢、初富の各一部                     |      |  |
| 北中沢二丁目     | きたなかざわ       | 1989.11.6          | 中沢、初富の各一部                     |      |  |
| 北中沢三丁目     | きたなかざわ       | 1989.11.6          | 中沢、初富の各一部                     |      |  |
| 北初富           | きたはつとみ       | 1991.11.5          | 初富の一部                             |      |  |
| 串崎新田         | くしざきしんでん   | 未実施             |                                        |      |  |
| くぬぎ山一丁目   | くぬぎやま         | 1984.11.5          | 初富、串崎新田の各一部                 |      |  |
| くぬぎ山二丁目   | くぬぎやま         | 1984.11.5          | 初富、串崎新田の各一部                 |      |  |
| くぬぎ山三丁目   | くぬぎやま         | 1984.11.5          | 初富、串崎新田の各一部                 |      |  |
| くぬぎ山四丁目   | くぬぎやま         | 1984.11.5          | 初富、串崎新田の各一部                 |      |  |
| くぬぎ山五丁目   | くぬぎやま         | 1984.11.5          | 初富、串崎新田の各一部                 |      |  |
| 佐津間           | さつま             | 未実施             |                                        |      |  |
| 新鎌ケ谷一丁目   | しんかまがや       | 2008.2.25          | 初富、粟野の各一部及び中央一丁目の一部 |      |  |
| 新鎌ケ谷二丁目   | しんかまがや       | 2008.2.25          | 初富、粟野の各一部及び中央一丁目の一部 |      |  |
| 新鎌ケ谷三丁目   | しんかまがや       | 2008.2.25          | 初富、粟野の各一部及び中央一丁目の一部 |      |  |
| 新鎌ケ谷四丁目   | しんかまがや       | 2008.2.25          | 初富、粟野の各一部及び中央一丁目の一部 |      |  |
| 中央一丁目       | ちゅうおう         | 1981.6.1           | 初富、粟野の各一部                     |      |  |
| 中央二丁目       | ちゅうおう         | 1981.6.1           | 初富、粟野の各一部                     |      |  |
| 富岡一丁目       | とみおか           | 1982.2.1           | 道野辺、初富、中沢の各一部             |      |  |
| 富岡二丁目       | とみおか           | 1982.2.1           | 道野辺、初富、中沢の各一部             |      |  |
| 富岡三丁目       | とみおか           | 1991.11.5          | 道野辺、初富、中沢の各一部             |      |  |
| 中佐津間一丁目   | なかさつま         | 1985.7.1           | 佐津間の一部                           |      |  |
| 中佐津間二丁目   | なかさつま         | 1985.7.1           | 佐津間の一部                           |      |  |
| 中沢             | なかざわ           | 未実施             |                                        |      |  |
| 中沢新町         | なかざわしんまち   | 2008.2.25          | 中沢の一部                             |      |  |
| 西佐津間一丁目   | にしさつま         | 1985.7.1           | 佐津間の一部                           |      |  |
| 西佐津間二丁目   | にしさつま         | 1985.7.1           | 佐津間の一部                           |      |  |
| 西道野辺         | にしみちのべ       | 1982.11.1          | 道野辺の一部                           |      |  |
| 初富             | はつとみ           | 未実施             |                                        |      |  |
| 初富本町一丁目   | はつとみほんちょう | 1991.11.5          | 初富、中沢の各一部                     |      |  |
| 初富本町二丁目   | はつとみほんちょう | 1991.11.5          | 初富、中沢の各一部                     |      |  |
| 東鎌ケ谷一丁目   | ひがしかまがや     | 1984.2.6           | 鎌ケ谷、初富の各一部                   |      |  |
| 東鎌ケ谷二丁目   | ひがしかまがや     | 1984.2.6           | 鎌ケ谷、初富の各一部                   |      |  |
| 東鎌ケ谷三丁目   | ひがしかまがや     | 1984.2.6           | 鎌ケ谷、初富の各一部                   |      |  |
| 東中沢一丁目     | ひがしなかざわ     | 1989.11.6          | 中沢、初富の各一部                     |      |  |
| 東中沢二丁目     | ひがしなかざわ     | 1989.11.6          | 中沢、初富の各一部                     |      |  |
| 東中沢三丁目     | ひがしなかざわ     | 1989.11.6          | 中沢、初富の各一部                     |      |  |
| 東初富一丁目     | ひがしはつとみ     | 1984.2.6           | 初富、鎌ケ谷の各一部                   |      |  |
| 東初富二丁目     | ひがしはつとみ     | 1984.2.6           | 初富、鎌ケ谷の各一部                   |      |  |
| 東初富三丁目     | ひがしはつとみ     | 1984.2.6           | 初富、鎌ケ谷の各一部                   |      |  |
| 東初富四丁目     | ひがしはつとみ     | 1984.2.6           | 初富、鎌ケ谷の各一部                   |      |  |
| 東初富五丁目     | ひがしはつとみ     | 1984.2.6           | 初富、鎌ケ谷の各一部                   |      |  |
| 東初富六丁目     | ひがしはつとみ     | 1984.2.6           | 初富、鎌ケ谷の各一部                   |      |  |
| 東道野辺一丁目   | ひがしみちのべ     | 1982.11.1          | 道野辺、鎌ケ谷の一部                   |      |  |
| 東道野辺二丁目   | ひがしみちのべ     | 1982.11.1          | 道野辺、鎌ケ谷の一部                   |      |  |
| 東道野辺三丁目   | ひがしみちのべ     | 1982.11.1          | 道野辺、鎌ケ谷の一部                   |      |  |
| 東道野辺四丁目   | ひがしみちのべ     | 1982.11.1          | 道野辺、鎌ケ谷の一部                   |      |  |
| 東道野辺五丁目   | ひがしみちのべ     | 1982.11.1          | 道野辺、鎌ケ谷の一部                   |      |  |
| 東道野辺六丁目   | ひがしみちのべ     | 1984.2.6           | 道野辺、鎌ケ谷の一部                   |      |  |
| 東道野辺七丁目   | ひがしみちのべ     | 1984.2.6           | 道野辺、鎌ケ谷の一部                   |      |  |
| 馬込沢           | まごめざわ         | 1984.2.6           | 道野辺の一部                           |      |  |
| 丸山一丁目       | まるやま           | 1982.2.1           | 鎌ケ谷、初富、道野辺の各一部           |      |  |
| 丸山二丁目       | まるやま           | 1982.2.1           | 鎌ケ谷、初富、道野辺の各一部           |      |  |
| 丸山三丁目       | まるやま           | 1982.2.1           | 鎌ケ谷、初富、道野辺の各一部           |      |  |
| 道野辺           | みちのべ           | 未実施             |                                        |      |  |
| 道野辺中央一丁目 | みちのべちゅうおう | 1991.11.5          | 道野辺、中沢の各一部                   |      |  |
| 道野辺中央二丁目 | みちのべちゅうおう | 1991.11.5          | 道野辺、中沢の各一部                   |      |  |
| 道野辺中央三丁目 | みちのべちゅうおう | 1991.11.5          | 道野辺、中沢の各一部                   |      |  |
| 道野辺中央四丁目 | みちのべちゅうおう | 1991.11.5          | 道野辺、中沢の各一部                   |      |  |
| 道野辺中央五丁目 | みちのべちゅうおう | 1991.11.5          | 道野辺、中沢の各一部                   |      |  |
| 道野辺本町一丁目 | みちのべほんちょう | 2001.2.13          | 道野辺の一部                           |      |  |
| 道野辺本町二丁目 | みちのべほんちょう | 2001.2.13          | 道野辺の一部                           |      |  |
| 南鎌ケ谷一丁目   | みなみかまがや     | 1984.2.6           | 鎌ケ谷の一部                           |      |  |
| 南鎌ケ谷二丁目   | みなみかまがや     | 1984.2.6           | 鎌ケ谷の一部                           |      |  |
| 南鎌ケ谷三丁目   | みなみかまがや     | 1984.2.6           | 鎌ケ谷の一部                           |      |  |
| 南鎌ケ谷四丁目   | みなみかまがや     | 1984.2.6           | 鎌ケ谷の一部                           |      |  |
| 南佐津間         | みなみさつま       | 1985.7.1           | 佐津間の一部                           |      |  |
| 南初富一丁目     | みなみはつとみ     | 1981.6.1           | 初富、粟野の一部                       |      |  |
| 南初富二丁目     | みなみはつとみ     | 1981.6.1           | 初富、粟野の一部                       |      |  |
| 南初富三丁目     | みなみはつとみ     | 1981.6.1           | 初富、粟野の一部                       |      |  |
| 南初富四丁目     | みなみはつとみ     | 1981.6.1           | 初富、粟野の一部                       |      |  |
| 南初富五丁目     | みなみはつとみ     | 1981.6.1           | 初富、粟野の一部                       |      |  |
| 南初富六丁目     | みなみはつとみ     | 1982.2.1           | 初富、粟野の一部                       |      |  |

新鎌ケ谷（中央地区）

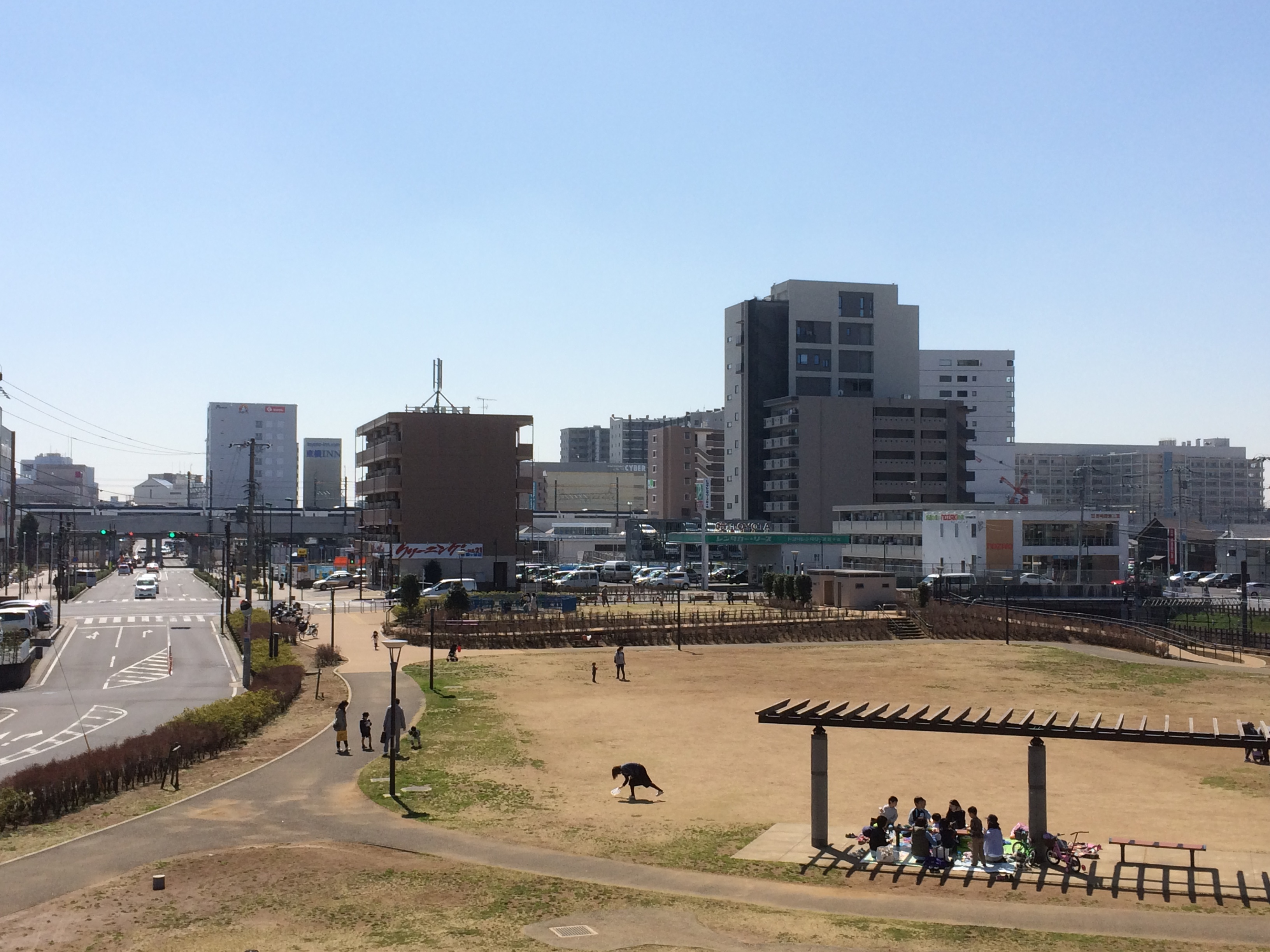
新鎌ヶ谷駅周辺の街並み

- 市の中央に位置する行政の中心地であり、新市街地として開発が進む。詳細は新鎌ケ谷を参照。

北部地区
- 北総線より北側に位置する佐津間、軽井沢などの地域では、果樹園をはじめ自然も多く残されている。また北東部には海上自衛隊下総航空基地がある。

南部地区
- 明治時代に「初富」として開墾された地域であり、北総線より南側に位置する東道野辺、道野辺中央、東中沢、東初富などの地域では住宅地が広がる。鎌ヶ谷駅および鎌ヶ谷大仏駅をはじめ、県道8号線（船取線）や県道57号線を中心に発展している。また、南西部にはファイターズタウンがある。

くぬぎ山地区
- 市の西部に位置し、松戸市に隣接するエリア。陸上自衛隊松戸駐屯地があり、串崎新田では果樹園も多く見られる。

地域問題
- 市内の幹線道路では土曜・休日になると慢性的な渋滞が発生している。これは市内において交差点や踏切が多く、右折レーンがあまり整備されていない事、また市内を東西に走る国道464号が新鎌ケ谷付近で分断（経路上は県道との重複）しているなど複数の要因が重なることによる。現在、国道464号のバイパス道路（粟野バイパス）の事業化を推進している。
- また、幹線道路沿いにロードサイド型の大型ショッピングセンターなどが相次いでオープンし、それらの渋滞を回避する目的で周辺住宅地の狭い道を裏道として利用する車が多くなり、通学路などの交通量が増えるといった問題も発生している。
- 新しい市街地として新鎌ケ谷地区の開発が行われる一方、以前からの市街地では商店街の衰退が問題となっている。

住宅団地
- 鎌ヶ谷グリーンハイツ
- 東武鎌ヶ谷団地

市外局番
市外局番は市内全域「047」であるが、船橋MAの区域と（047- 4XX,75X…77X）と市川MAの区域（047- 3XX,70X…72X）に分かれている。市川MAに属するのは松戸市に近いくぬぎ山一丁目 - 四丁目のみ。
収容局は鎌ヶ谷局、千葉上山局（船橋市）、二和局（船橋市）、白井局（白井市）（以上船橋MA）、五香局（松戸市）（市川MA）。

### 医療
二次医療圏（二次保健医療圏）としては東葛南部医療圏（管轄区域：鎌ヶ谷市と葛南地域）である。三次医療圏は千葉県医療圏（管轄区域：千葉県全域）。
医療提供施設は特筆性の高いもののみを記載する。
- 一次医療圏
  - 鎌ケ谷総合病院（緊急指定病院）
  - 秋元病院
  - 第2北総病院
  - 東邦鎌谷病院
  - 初富保険病院

- 二次医療圏
  - 東京女子医科大学附属八千代医療センター（八千代市、災害拠点病院[16]・救命救急センター）
  - 船橋市立医療センター（船橋市、災害拠点病院・救命救急センター）
  - 順天堂大学医学部附属浦安病院（浦安市、災害拠点病院・救命救急センター）
  - 東京ベイ・浦安市川医療センター（浦安市、災害拠点病院・救急基幹センター）
  - 東京歯科大学市川総合病院（市川市、災害拠点病院）
  - 千葉県済生会習志野病院（習志野市、災害拠点病院）

### 教育
高等学校
- 千葉県立鎌ケ谷高等学校
- 千葉県立鎌ケ谷西高等学校

中学校
- 市立鎌ケ谷中学校
- 市立第二中学校
- 市立第三中学校
- 市立第四中学校
- 市立第五中学校

小学校
| - 市立鎌ケ谷小学校 - 市立東部小学校 - 市立北部小学校 - 市立南部小学校 - 市立西部小学校 | - 市立中部小学校 - 市立初富小学校 - 市立道野辺小学校 - 市立五本松小学校 |

児童福祉施設
あっとほーむママ・なしのこ（小規模保育園）
研修施設
- 全国信用金庫研修所 (2022年閉所）

#### 社会教育施設
図書館
- 鎌ケ谷市立図書館

博物館
- 鎌ケ谷市郷土資料館

## 交通

### 空港
- 下総航空基地（海上自衛隊の飛行場・航空基地）

旅客空港は、千葉県成田市の成田国際空港（成田空港）が最寄りとなる。
東京都大田区の東京国際空港（羽田空港）にも、成田スカイアクセス線（成田空港線）を走るアクセス特急を利用すれば約1時間で行く事が可能。

### 鉄道路線
市の南北を東武野田線、東西に北総線・成田スカイアクセス線（成田空港線）が走り、北西部・南東部を京成松戸線がカバーする。この3路線が、市の中央にある新鎌ヶ谷駅で交差する。北総線・成田スカイアクセス（京成線・都営浅草線・京急線へ直通運転）を利用した場合、都心方面（日本橋駅）まで特急で約30分、また成田空港へも同様に約30分でアクセスできる。
北部地区は高柳駅（柏市）、及び六実駅（松戸市）。南部地域は市内にも地名がある馬込沢駅（船橋市）が最寄りとなる場合もある。
- 市役所最寄り駅・代表駅：新鎌ヶ谷駅

北総鉄道
- 北総線
  - 新鎌ヶ谷駅

京成電鉄
- 松戸線
  - くぬぎ山駅 - 北初富駅 - 新鎌ヶ谷駅 - 初富駅 - 鎌ヶ谷大仏駅
  - 車両基地：くぬぎ山車両基地

- 成田スカイアクセス線（成田空港線）
  - 新鎌ヶ谷駅

東武鉄道
- 東武野田線（東武アーバンパークライン）
  - 鎌ヶ谷駅 - 新鎌ヶ谷駅

未成線
- 北千葉線（東京10号線延伸新線）
- 東京成芝電気鉄道（成田急行電鉄）
- 船橋鉄道

### バス路線
路線バス
- ちばレインボーバス
- 船橋新京成バス鎌ヶ谷営業所
- 鎌ヶ谷観光バス（生活バスちばにう）

コミュニティバス
- ききょう号

### 道路
一般国道
- 国道464号
- 北千葉道路（国道464号のバイパスとして、市川市北千葉JCT - 鎌ケ谷消防署前間が計画中）

県道
- 主要地方道
  - 千葉県道8号船橋我孫子線（通称　船取線）
  - 千葉県道12号鎌ケ谷本埜線（国道464号と重複）
  - 千葉県道57号千葉鎌ケ谷松戸線
  - 千葉県道59号市川印西線（木下街道）
- 一般県道
  - 千葉県道281号松戸鎌ケ谷線

## 名所・旧跡・観光スポット・祭事・催事

### 名所・旧跡・観光スポット
- 右京塚神社
- 根頭神社
- 八幡神社
- 初富稲荷神社
- 道野辺八幡宮
- 鎌谷寺
- 鎌ヶ谷大仏
- 下総小金中野牧跡 - 遺存状態の良好な捕込跡、勢子土手の一部の遺構が、国の史跡に指定された。
- 下総航空基地 - 一般開放時（催事）には展示飛行、航空機地上展示を行っている。

- 市制記念公園
  - 野球場併設のほか、蒸気機関車（D51385号機）をはじめ、航空自衛隊で使用されていた航空機などが展示（静態保存）されている。
- 貝柄山公園
- 市民の森
- 観光梨園

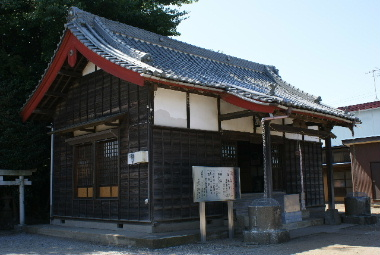
右京塚神社
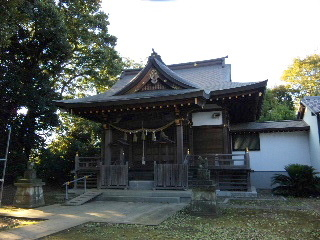
初富稲荷神社
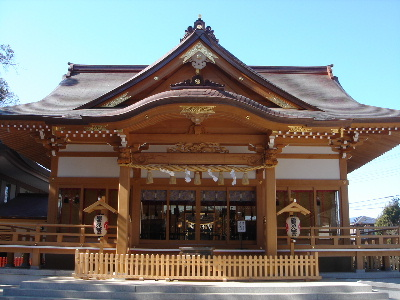
道野辺八幡宮

### 祭事・催事
- 鎌ケ谷新春マラソン大会
- YOSAKOIかまがや
- 鎌ヶ谷とっこめ寄席

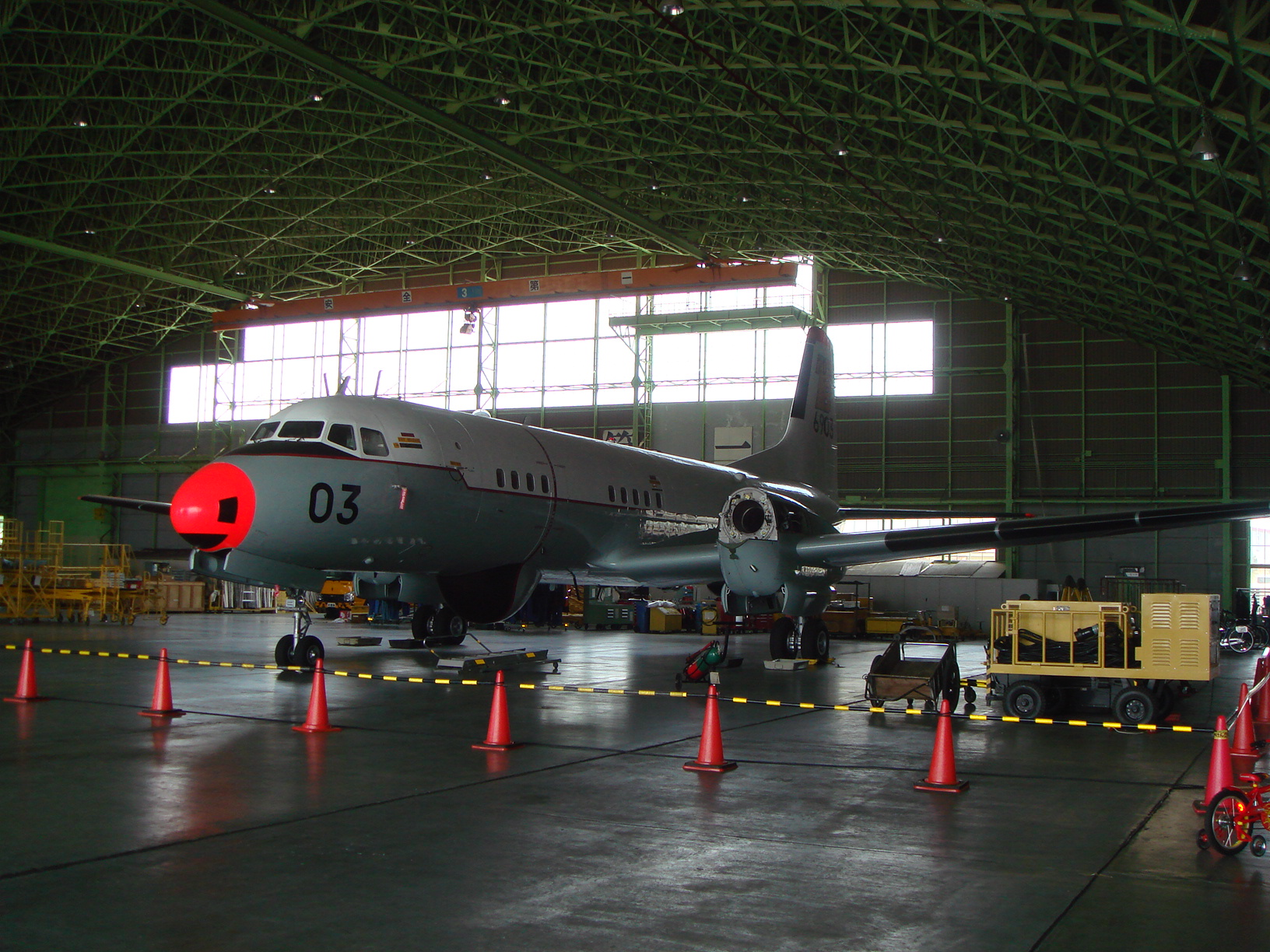
下総航空基地（一般開放）

- 下総航空基地 - 記念行事やウォーキングなどのイベントを行っている。
  - ブルーインパルスジュニア

### 文化財
国・県指定および国文化財一覧。
| 番号 | 指定・登録 | 類別           | 名称             | 所在地                  | 所有者または管理者 | 指定年月日     | 備考 |
| ---- | ---------- | -------------- | ---------------- | ----------------------- | ------------------ | -------------- | ---- |
| 1    | 国指定     | 記念物（史跡） | 下総小金中野牧跡 | 鎌ケ谷市東中沢2-377-9他 | 鎌ケ谷市他         | 平成19年2月6日 |      |
| 2    | 県指定     | 記念物（史跡） | 小金中野牧の込跡 | 鎌ケ谷市東中沢          | 個人               | 昭和42年3月7日 |      |

### スポーツ

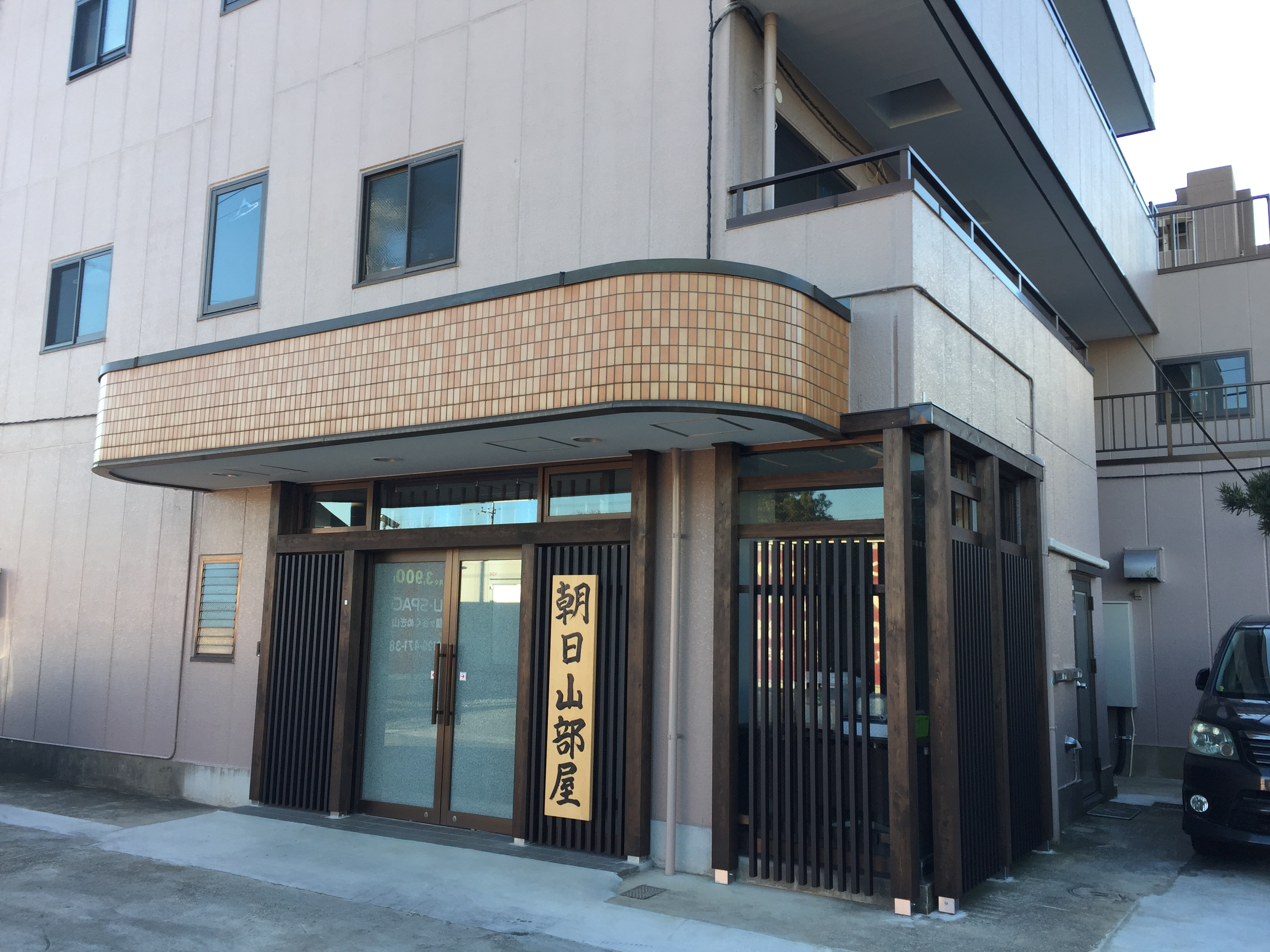
朝日山部屋（伊勢ヶ濱一門の相撲部屋）

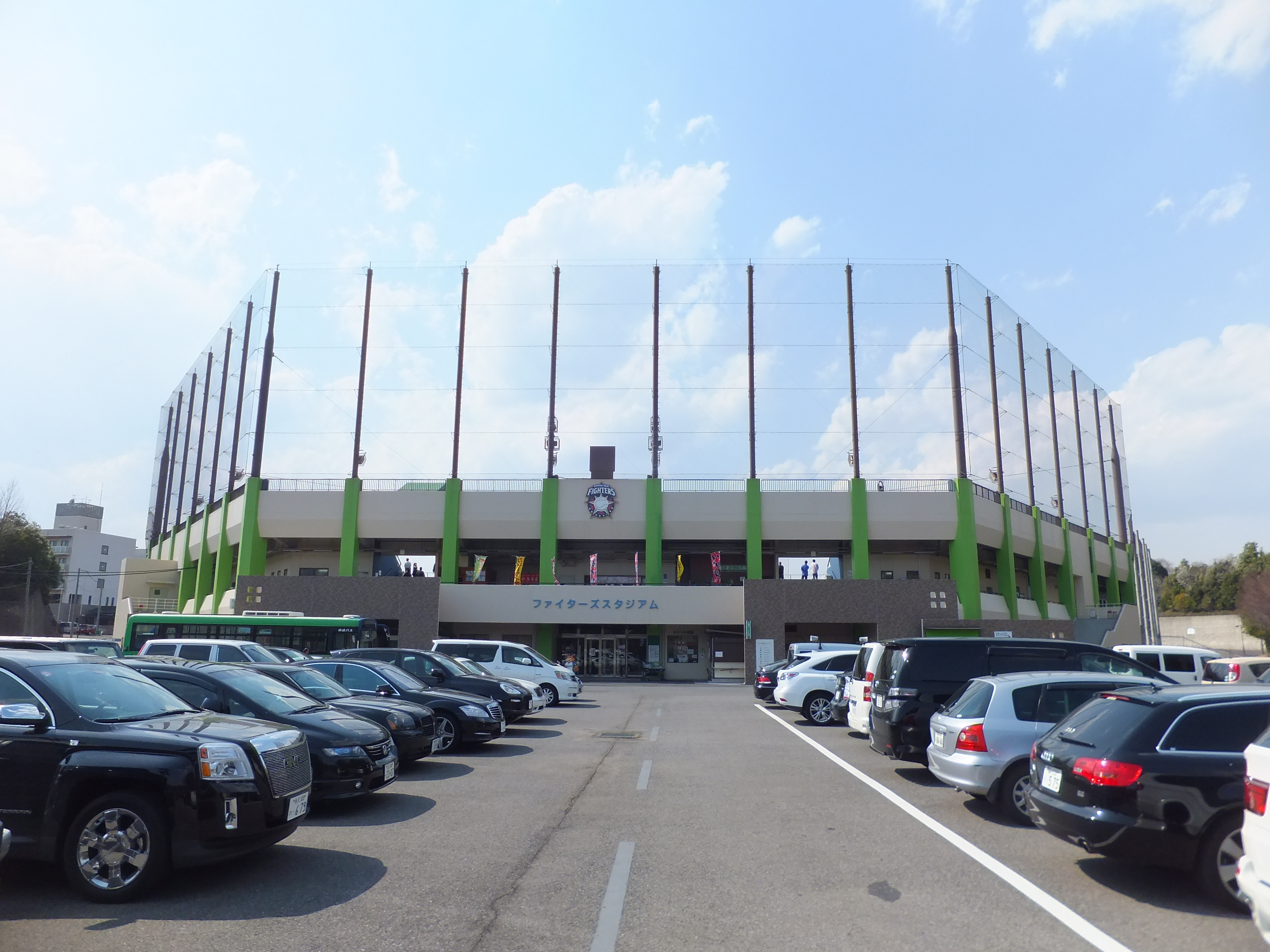
ファイターズ鎌ケ谷スタジアム

- 北海道日本ハムファイターズ (ファーム)
ファイターズ鎌ケ谷スタジアムが北海道日本ハムファイターズの二軍本拠地となっている。球場を含む敷地全体は「ファイターズタウン鎌ケ谷」と称し、他に屋内練習場、選手寮「勇翔寮」がある。カビー・ザ・ベアー（球団マスコットキャラクター）は鎌ケ谷市の親善大使に任命されている[18]。

- 柏レイソル
ホームタウンは隣の柏市だが、東葛地域の鎌ケ谷、我孫子、松戸、野田、印西、流山、白井の8市を活動エリアとしている。

- 朝日山部屋
元関脇・琴錦が、2016年1月に年寄・朝日山を正式に取得して19代朝日山を襲名後、2016年6月1日付で内弟子3人を連れ、2014年1月から所属していた尾車部屋から分家独立し創設した。

## 著名な出身者
スポーツ
- 清田育宏（プロ野球選手、埼玉武蔵ヒートベアーズ所属）
- 鈴木康平（プロ野球選手、東京ヤクルトスワローズ所属）
- 古谷拓郎（プロ野球選手、千葉ロッテマリーンズ所属）
- 津留﨑大成（プロ野球選手、東北楽天ゴールデンイーグルス所属）
- 後関昌彦（元プロ野球選手）
- 増田繁人（サッカー選手、ブラウブリッツ秋田所属）
- 浮田健誠（サッカー選手、レノファ山口FC所属）
- 瀬田貴仁（元サッカー選手）
- 倉垣翼（女子プロレス選手）
- 勝浦正樹（騎手）
- 荻野晃一（車いすラグビー指導者、元車いすラグビー選手）
- 菊地実結（バレーボール選手）

芸能・アナウンサー
- 金原亭馬生 (初代)（落語家）
- 立川志ら玉（落語家）
- 佐藤寛之（歌手、俳優、元光GENJI）
- 長野せりな（タレント、声優、元アイドリング!!!）
- 藤江れいな（アイドル、元NMB48、元AKB48）
- 岸波香桜（千葉テレビ放送アナウンサー、元フリーアナウンサー、元さくらんぼテレビアナウンサー）

その他
- 渋谷総司（幕末の志士。赤報隊士）
- 飯田鼎（経済学者）
- 芝田裕美（第4代鎌ケ谷市長）
- 前澤友作（ZOZO代表取締役）

### ゆかりのある人物
- DEAN FUJIOKA（俳優、福島県生まれ、幼い頃に鎌ケ谷市に移り高校卒業まで在住していた。その後アメリカシアトルへ留学）
- 藤岡麻美（元チェキッ娘、DEAN FUJIOKAの妹）
- 山本文郎（フリーアナウンサー、東京都生まれ、晩年は鎌ケ谷市内に在住していた）
- DJ KOO（TRF、東京都生まれ、小・中学生時代を鎌ケ谷で過ごしていた）
- 森本草介（洋画家）